# Tessellarctia semivaria
Tessellarctia semivaria är en fjärilsart som beskrevs av Walker 1856. Tessellarctia semivaria ingår i släktet Tessellarctia och familjen björnspinnare. Inga underarter finns listade i Catalogue of Life.